# Leopold Staff
Leopold Henryk Staff (Lemberg, 1878. november 14. – Skarżysko-Kamienna, 1957. május 31.) lengyel költő, drámaíró, fordító, akit a lengyel PEN Club Nobel-díjra jelölt. A 20. század legnagyobb művészei közé tartozott, az európai modernizmus képviselője volt.

## Élete

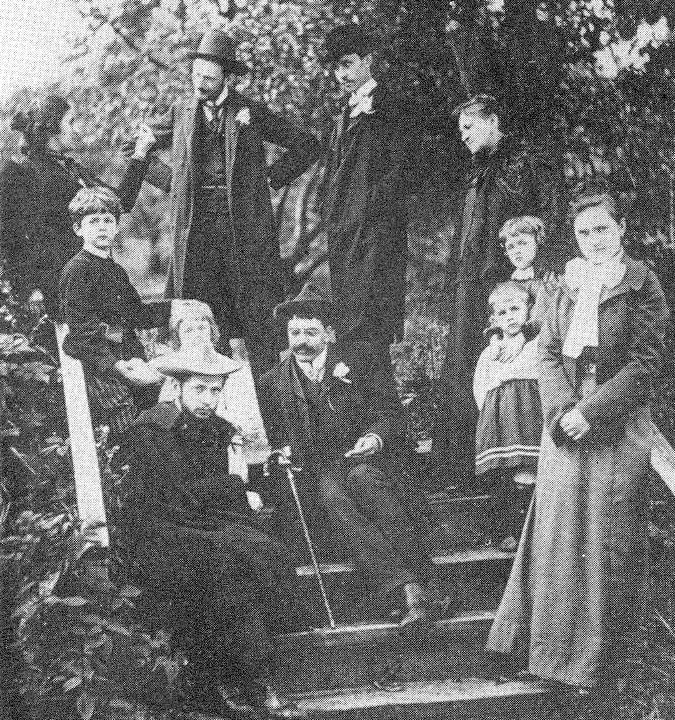
A „Płanetnicy” irodalmi csoport tagjai Lvivben.

Polgári családból származott. Édesapja, egy cseh származású cukrász, három gyermeket nevelt. Leopold 1897-től 1901-ig a lvovi egyetemen jogot és filozófiát hallgatott, majd romanisztikát tanult. 1901-től 1903-ig Franciaországban és Olaszországban élt. Az I. világháború alatt Harkovban telepedett le, 1918-ban Varsóba költözött. Már az 1920-as évektől koszorús költőnek számított. Különböző szerkesztőségekben dolgozott, és irodalmi munkájából élt.
A két világháború közötti időszakban rendkívül befolyásos személyiséggé, Lengyelország egyik legismertebb költőjévé vált. 1933-tól a Lengyel Irodalmi Akadémia alelnöke volt. A második világháború kezdetekor Varsóban, később Krakkóban, 1949-től újra Varsóban élt.
A munkásságát több irodalmi és állami kitüntetéssel ismerték el (például: kétszer – 1927-ben és 1951-ben – nyerte el a nemzeti irodalmi díjat). A varsói és a Jagelló Egyetem dísztoktorává választották.
Hirtelen halt meg 1957. május 31-én. Varsóban temették el, a híres Powązki temetőben.

## Irodalmi pályafutása
Staff művészete három időszakra osztható:
1. A fiatal alkotó munkássága 1918-ig.
2. A két világháború között (1918-1939).
3. A második világháború utáni Lengyelországban.

Költészete a Młoda Polska körében alakult ki. Első verseskötetén – Sny o potędze (Álmok a hatalomról, 1901) – érződött Nietzsche filozófiájának hatása: az életigenlést, a szellem aktivitását szegezte szembe a korabeli uralkodó dekadens, pesszimista világával. További kötetei költői programmá érlelték ifjúkori optimizmusát (Dzień duszy, 1903; Gałąź kwitnąca, 1908; Uśmiechy godzin, 1910; Łabędź i lira, 1914). Lírájának főhőse a boldogságért, az igazságért és a szépségért küzdő, örökké vándorló, belső harmóniára törekvő ember. Költészete vallásos tartalommal bővült, egyre inkább a hétköznapi, egyszerű kisember került művei központjába, aki a mindennapok bensőséges örömeit kereste (Ścieżki polne, 1919). A két világháború között költészete tovább egyszerűsödött. A német megszállás alatt antifasiszta verseket írt (Martwa pogoda, 1946).

## Művei

### Verseskötetek
- Sny o potędze – Álmok a hatalomról (1901)
- Dzień duszy – A lélek napja (1903)
- Ptakom niebieskim – Kék madarak (1905)
- Gałąź kwitnąca – Virágzó ág (1908)
- Uśmiechy godzin – Órák mosolyai (1910)
- W cieniu miecza A kard árnyéka (1911)
- Łabędź i lira – Hattyú és lant (1914)
- Tęcza z łez i krwi – A szivárvány, a könnyek és vér (1918)
- Ścieżki polne – Mezei ösvények (1919)
- Szumiąca muszla (1921)
- Żywiąc się w locie (1922)
- Ucho igielne – A tű foka (1927)
- Wysokie drzewa – Magas fák (1932)
- Barwa miodu – A méz színe (1936)
- Wiersze wojenne – A háború sorai (1942-1945)
- Martwa pogoda – Halott időjárás (1946)
- Wiklina (1954)
- Dziewięć muz – Kilenc múzsa (1958)

### Drámák
- Skarb – Kincs (1904)
- Godiwa (1906)
- Igrzysko – Játszótér (1909)
- To samo – Ugyanaz (1912)
- Wawrzyny – Babérok (1912)
- Południca (1920)

### Fordítások
Ókori szerzők (Démokritosz, Epikurosz, Petronius), középkori és reneszánsz költők, francia és német klasszikusok (Diderot, Goethe) leghíresebb műveit, Friedrich Nietzsche és Thomas Mann legfontosabb írásait fordította lengyelre.

### Gyűjteményes kiadások
- Pisma 1-19. – Írásai 1-19. kötet (1931-1934)
- Wiersze zebrane 1-5. – Összegyűjtött versek 1-5. kötet (1955)

## Magyarul
- Lengyel költők antológiája – 6 vers (1951)
- Nagyvilág – 8 vers (1957/5.)
- Világirodalmi antológia VI-2. kötet – 7 vers (1962)
- Hárs Ernő: Csillagóra[1] – 3 vers (1964)
- Lengyel költők antológiája – 7 vers (1969)
- Hárs Ernő: Árnyak a barlang falán (antológia) – 5 vers (1983)

## Képgaléria

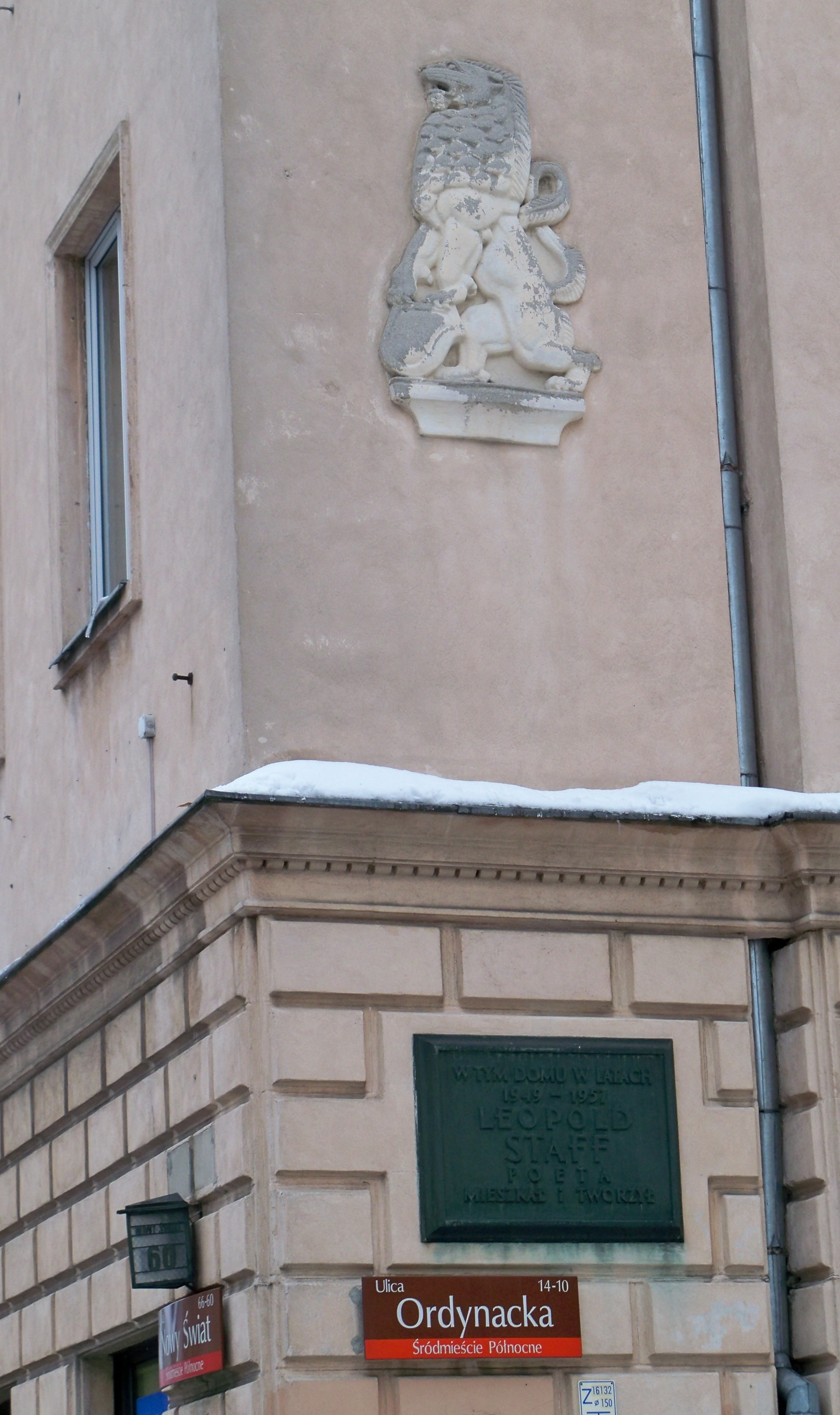
Épületrészlet Varsóban, ahol Leopold Staff 1949 és 1957 között élt
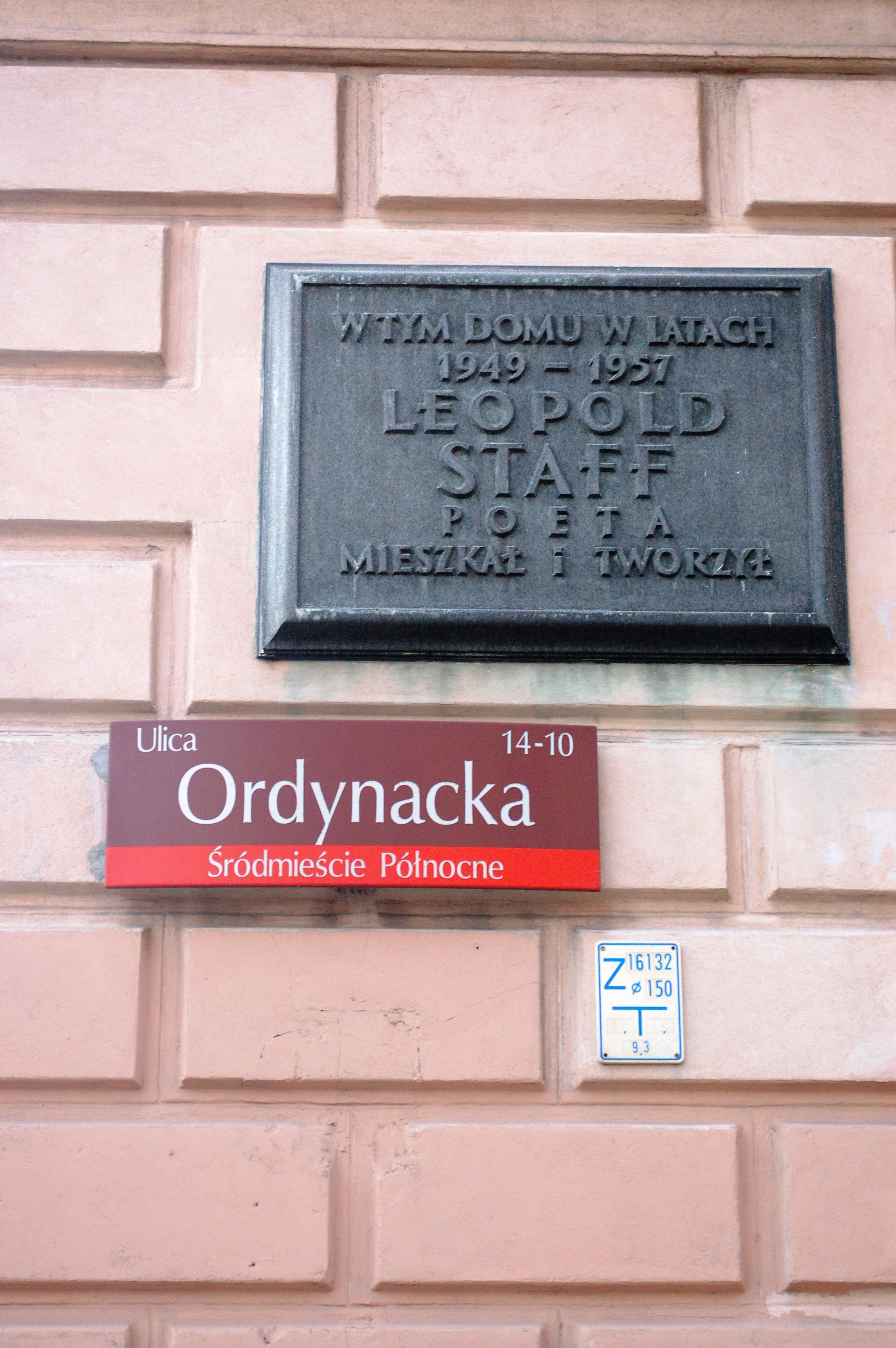
A varsói ház falán látható emléktábla közelről
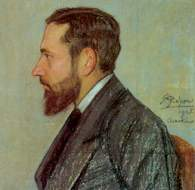
Portré (Stanisław Pichor festménye)
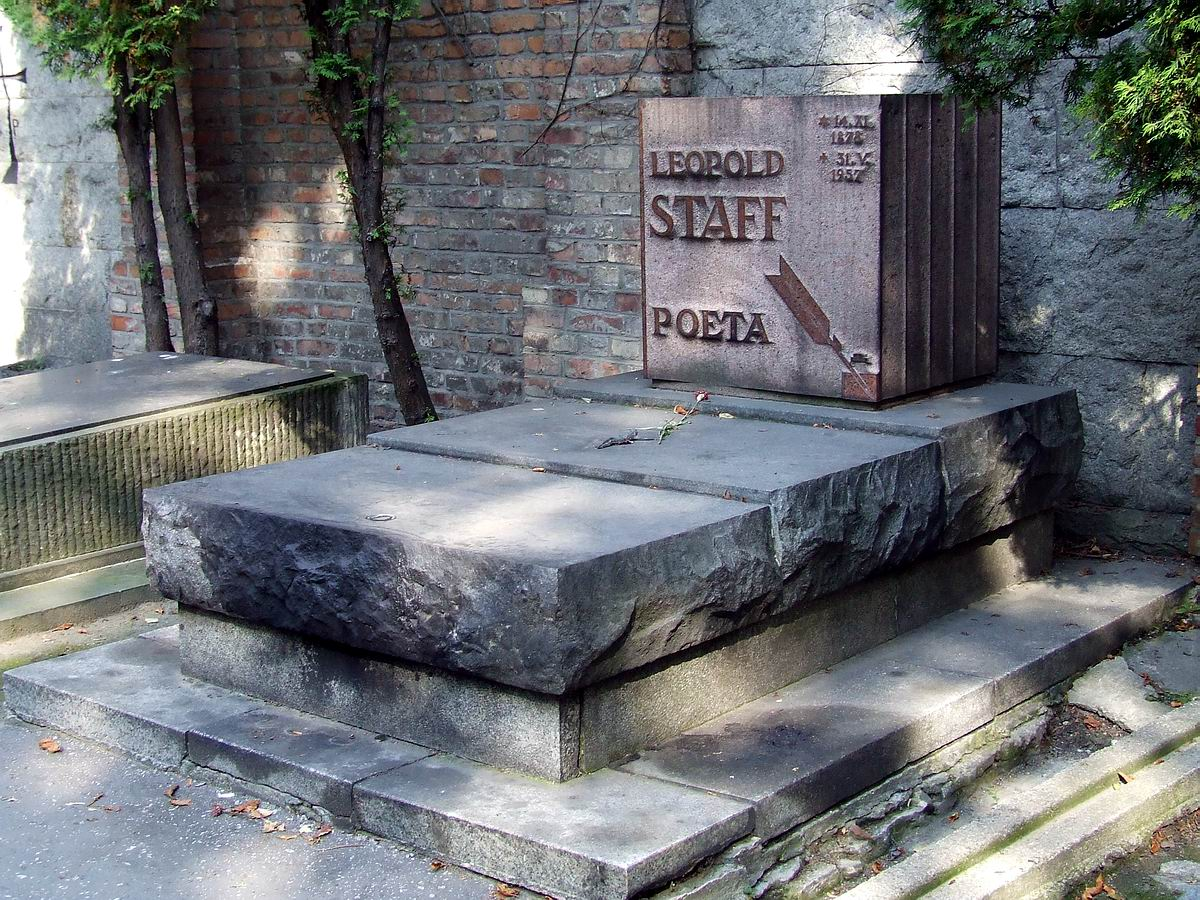
Leopold Staff sírja a Powązki temetőben